# Athaulf
Athaulf (4. století? – 415 Barcelona) byl v letech 410–415 vizigótským králem. Zvolen jím byl po smrti svého švagra Alaricha I., dobyvatele Říma. Na žádost císaře Honoria, který hledal pomoc proti barbarům v Galii, odvedl Athaulf Vizigóty z Itálie, formálně ve funkci vrchního velitele římské armády „per Galliam“. Poté dobyl jihozápadní část Akvitánie, kde se Gótové usadili. V roce 414 se Athaulf oženil s nevlastní Honoriovou sestrou Gallou Placidií, která byla od roku 409 ve vizigótském zajetí (narodil se jim syn Theodosius, který však zemřel v útlém dětství, čímž v zárodku zanikla možnost vzniku římsko-vizigótské královské linie). Tento svazek souvisel s královými ambicemi i snahou získat na římské půdě větší legitimitu. Athaulf byl zavražděn roku 415 v Barceloně bratrem svého odpůrce Sara, když táhl do Hispánie bojovat proti germánským Vandalům.